# Hendrik Wade Bode
Hendrik Wade Bode (ur. 24 grudnia 1905, Madison, zm. 21 czerwca 1982, Cambridge) – amerykański matematyk, naukowiec i wynalazca holenderskiego pochodzenia.

## Życiorys
Studiował matematykę na Ohio State University, uzyskując w 1924 roku tytuł bakałarza, a w 1926 magisterium. Na uniwersytecie tym pozostał rok pracując jako asystent. Szybko został jednak zatrudniony w Nowym Jorku przez Laboratoria Bella, gdzie zajmował się projektowaniem filtrów i korektorów elektronicznych. W 1929 roku został przypisany do grupy badawczej matematyków i zajmował się teorią obwodów elektronicznych oraz ich zastosowaniami w telekomunikacji. Sponsorowany przez Laboratoria Bella powrócił też na uczelnię uzyskując w 1935 roku doktorat z fizyki na Columbia University.
Hendrik W. Bode był jednym z pionierów klasycznej teorii sterowania i telekomunikacji elektronicznej, zrewolucjonizował zarówno zakres jak i metodologię wybranych pól badań naukowych. Jego dokonania badawcze miały nie tylko wieloaspektowy ale i dalekosiężny charakter – przyczyniły się na przykład do powodzenia amerykańskiego programu kosmicznego.
Przez wiele lat był bardzo szanowany w kręgach naukowych na całym świecie. Jego nazwisko jest powszechnie znane studentom, akademikom i praktykom zajmującym się projektowaniem układów regulacji, przede wszystkim z uwagi na wprowadzone przez niego asymptotyczne wykresy amplitudy i fazy zwane wykresami Bodego. Bode badał stabilność pętli sprzężenia zwrotnego z wykorzystaniem takich koncepcji jak zapas amplitudy i zapas fazy. W 1938 roku Bode użył charakterystyk częstotliwościowych amplitudy i fazy na płaszczyźnie zespolonej (dziś zwanych charakterystykami Bodego). W 1940 roku opublikował artykuł Relations Between Attenuation and Phase in Feedback Amplifier Design, który utorował drogę do zrozumienia wspomnianych wyżej problemów poprzez wykorzystanie wykresów wzmocnienia i fazy. Pokazał, że spadek wzmocnienia i przesunięcie fazowe są ze sobą powiązane w każdym realizowalnym układzie, wprowadził także koncepcje zapasu amplitudy i zapasu fazy oraz wskazał na ich związek z kryterium stabilności Nyquista.
Był uhonorowany licznymi wyróżnieniami. Między innymi w 1948 roku prezydent Stanów Zjednoczonych Harry S. Truman przyznał mu prezydencki medal zasługi (ang. Presidential Medal for Merit) w uznaniu jego znaczących dokonań naukowych, które przyczyniły się do powodzenia działań wojennych i Stanów Zjednoczonych a w 1969 roku IEEE uhonorowała go Medalem Edisona a fundamentalny wkład w dziedziny komunikacji, obliczeń i sterowania; za wiodący wkład w zastosowania matematyki w problemach inżynierskich; za przewodnictwo w inżynierii systemów.